# 協同寫作
協同寫作或合作寫作是指由多人一起，而非个人单独完成的寫作計畫。有些計畫由一位編者或編輯團隊监督，但也有很多计划是沒人负责的。若能有一位以上的编辑来监督，那么在格式或内容上，该作品比较有机会采用统一格式，而令前后文较容易形成一致性。若没有特定的负责人，那么该作品，在格式或内容上，则较有可能是自由的、不受拘束的呈现。

## 演進
下面列表給出以電腦為工具之合作寫作演進的一可能概要。
1. 用可抽換式媒體（人工傳遞網路）或電子郵件來做檔案交換
2. 用文件伺服器來做檔案交換
3. 以版本控制軟體來提供登入/登出
  - 版本控制軟體列表
4. 企業入口網站、內容管理系統
  - SharePoint
5. Wiki

## 實際過程
在真實的協作環境裡，每位貢獻者都有相同的權限增加、編輯及移除條文。寫作的過程成了循环的任务，每次改變都會促使他人做更多改變。當大家有特定目標時，写作會比較容易，也容易使寫作作品聚焦；但若沒目標或目標很模糊的話，写作就會很難進行，也容易使寫作作品難以聚焦。
好的溝通方法非常重要，尤其是有不同意見的時候，好的溝通可促進協同寫作，並提升寫作品質。不好的溝通方法，則可能阻礙意見的交流，甚至推遲、阻礙協同寫作的進度，與最終寫作產品的品質。

## 例子
協同寫作計畫包含如下：
- Novel Twists 線上協同小說，每一部小說都由不同的人來寫那150頁中的不同一頁。此一網站總合了書籍與電腦的設計，且得到了世界上出版界的興趣。完成的小說將會由lulu.com（页面存档备份，存于）來出版。
- H2G2
- Everything2
- Ekşi Sözlük
- New Worlds Project - 線上合作寫作計畫
- adjute.com - 一個合作寫作實驗
- OOoAuthors （页面存档备份，存于）
- International Writing Exchange
- Linux documentation project
- 伊里夫和彼得罗夫
- Arkady and Boris Strugatsky
- Kozma Prutkov
- 尼古拉·布爾巴基
- Panhistoria （页面存档备份，存于） - 一個包含許多不同分類小說的協同寫作網站，分类有：科幻、爱情、惊悚、恐怖、历史、动作、西部等等。每部小说都在所属分类中有自己的区域，可以被创作成员们编写和控制。 Panhistoria
- Trillium Report
- 維基百科和其他許多以wiki為系統的網站(參見誰在寫維基百科)
- Reena Spaulings (Bernadette公司的一部集体小说 （页面存档备份，存于）)
- 迷宫小说 - “让我们一起构建有史以来最伟大的故事。” - 多分类，多语种，真正的协同写作。
- 故事之城 - 关于一个大城市环境中的英雄，恶棍以及介于二者之间的角色的协同写作。欢迎所有角色类型！
- Storyscript （页面存档备份，存于） - 关于城市传奇和邪教经典的协同写作小说。
- guyazi （页面存档备份，存于） - 一个多语言的协同写作和协同翻译网站。

一些協同寫作計畫是內容開放的。

## 類似及有關的概念
- 接龍小說
- 協同學習
- 集体创作
- 網絡文字角色扮演遊戲

## 外部連結
- Stanford - Collaborative Writing and Research in Higher Education （页面存档备份，存于）
- Research papers about the collaborative writing process:
  - Analysing interactions during collaborative writing with the computer: an innovative methodology
  - SAC98 - Ceilidh: Collaborative Writing on the Web
  - Building a Taxonomy and Nomenclature of Collaborative Writing （页面存档备份，存于） to Improve Interdisciplinary Research and Practice
- Novlet.com （页面存档备份，存于） - A web application designed to support collaborative writing of non-linear stories in any language.
- metacollab.net （页面存档备份，存于） - a collaborative writing project focusing on collaboration.
- Collaboration Made Simple with Bracket Notation
- ublot （页面存档备份，存于） - A website dedicated to facilitating collaboration of user submitted "blots" which make up a story.